# Cronartium coleosporioides
Cronartium coleosporioides är en svampart som beskrevs av Arthur 1907. Cronartium coleosporioides ingår i släktet Cronartium och familjen Cronartiaceae.   Inga underarter finns listade i Catalogue of Life.